# Juan Yax
Juan Yax (n. Totonicapán, Totonicapán, Guatemala; 23 de julio de 1988) es un jugador de fútbol que actualmente milita en el club Xelajú Mario Camposeco de la Liga Nacional de Guatemala.

## Trayectoria
Juan Yax hizo su debut en el club Xelajú MC, se desempeña como mediocampista ofensivo y defensa lateral, ha militado en Deportivo Ayutla de la Primera División de Guatemala y en Deportivo Malacateco de la Liga Nacional de Guatemala.